# Plakolana nagada
Plakolana nagada är en kräftdjursart som beskrevs av Bruce1993. Plakolana nagada ingår i släktet Plakolana och familjen Cirolanidae.
Artens utbredningsområde är Papua Nya Guinea. Inga underarter finns listade i Catalogue of Life.